# Out of the Blue (Rick Wakeman)
Out of the Blue is een livealbum van Rick Wakeman.
Wakeman richtte het English Rock Ensemble weer op om hem te begeleiden tijdens een eerste concertreeks in 2001 en jaren daarna, aldus was de planning. Het album bevat een (deel van de) registratie van een concert gegeven op 21 april 2001 te Buenos Aires in Argentinië, Teatro Coliseo. Het betekende (wederom) een terugkeer naar de muziek uit zijn beginperiode; geen spoortje Newagemuziek. In Jane Seymour zit de voor hem zo karakteristieke onnavolgbare passage op de toetsen.

## Musici
- Rick Wakeman – toetsinstrumenten
- Adam Wakeman – toetsinstrumenten, achtergrondzang
- Damian Wilson – zang
- Ant Glynne – gitaar, achtergrondzang
- Lee Pomeroy – basgitaar
- Tony Fernandez – slagwerk

## Tracklist
| Nr. | Titel                                                               | Duur      |
| --- | ------------------------------------------------------------------- | --------- |
| 1.  | Journey to the Centre of the Earth (Wakeman)                        | 16:43     |
| 2.  | Buried Alive (Wakeman)                                              | 6:45      |
| 3.  | Jane Seymour (Wakeman)                                              | 4:42      |
| 4.  | No Earthly Connection / The Prisoner (Wakeman)                      | 11:49     |
| 5.  | Catherine Parr (Wakeman)                                            | 9:45      |
| 6.  | The Visit (Wakeman)                                                 | 5:40      |
| 7.  | Starship Trooper / Wurm (Jon Anderson, Chris Squire) / (Steve Howe) | 7:21/9:02 |